# 葦原金次郎
葦原金次郎（日语：／ Ashiwara Kinjirō，1852年—1937年2月2日）是一位日本的著名精神病患者，活躍於明治時代後期至昭和時代初期。時人稱之為葦原將軍、葦原天皇。部分版本中姓氏写作发音相同的芦原。姓氏读音按照歷史假名遣写作 Ashihara，但读作 Ashiwara。
葦原金次郎出生在金澤市，原本是一位製作梳子的手工業者，大約在24歲左右的時候發生了誇大妄想症。1882年發生了他試圖向明治天皇發起直訴未遂的事件，被送進了東京府癲狂院（即现在的松泽医院的前身）。根據醫生的說法，葦原患有躁狂症、分裂症，或者是由梅毒引發的妄想症。
葦原在數次逃跑之後，於1885年再次住院。乃木希典曾與他會面，他也曾向伊藤博文要錢卻被無視，而明治天皇巡幸之際他稱呼天皇為「老大」（日语：兄貴）。
葦原的精神病在日俄戰爭期間更加嚴重，他自稱「葦原將軍」，下令日軍使用相撲來破壞俄軍的碉堡。這被當時當時新聞界爭相報導，成為新聞焦點人物。新聞記者和好事者前往其所住的醫院探望他，他向來訪者亂下所謂的「詔書」。
昭和年間，葦原更是自稱天皇，人稱「葦原天皇」。1919年，隨著東京府癲狂院遷址並改為松澤醫院，他也一同隨院遷去，此後在該院度過余生直到88歲逝世。戒名至天院高風談玄居士，其墓位於世田谷區的豪德寺內。
与松泽医院院区相连的公园名为将军池公园，其名来自园内的人工湖“将军池”，而这一名称即为纪念苇原而来。

## 登場的相關作品
- 筒井康隆的短篇小說，是主人公金次郎的原型。
- 出久根達郎（日语：出久根達郎）的，收錄於其處女作中。
- 在呉智英（日语：呉智英）所著的中以身份登场。此外，中有關於调查金次郎和松泽医院的記載。
- 在1969年電影《江戸川乱歩全集 恐怖奇形人間（日语：江戸川乱歩全集 恐怖奇形人間）》中，以精神病患者身份登場。

## 腳註
1. ↑  北杜夫與埴谷雄高談話時的發言。《埴谷雄高全集》第17卷、講談社、2000年。
2. ↑  大澤真幸紀伊国屋書店、118頁

## 外部連結
- （日語） 關心空間 葦原将軍